# Antoine Gakeme
Antoine Gakeme (Burundi, 24 de diciembre de 1991) es un atleta burundés especializado en la prueba de 800 m, en la que consiguió ser subcampeón mundial en pista cubierta en 2016.

## Carrera deportiva
En el Campeonato Mundial de Atletismo en Pista Cubierta de 2016 ganó la medalla de plata en los 800 metros, con un tiempo de 1:46.65 segundos, llegando a meta tras el estadounidense Boris Berian y por delante de otro estadounidense Erik Sowinski (bronce).